# Micheldorf in Oberösterreich
Micheldorf in Oberösterreich är en ort och köpingskommun i Österrike. Den ligger i distriktet Kirchdorf i förbundslandet Oberösterreich,  170 km väster om huvudstaden Wien. 